# Manfred Rummel
Manfred Rummel (Essen, 22 gennaio 1938 – 27 luglio 2017) è stato un calciatore e allenatore di calcio tedesco.

## Biografia
Rummel è morto nel 2017 all'età di 79 anni dopo una lunga malattia.

## Carriera

### Calciatore
Rummel si formò nel FSV Kettwig che lasciò per giocare nel Schwarz-Weiß Essen. Con il sodalizio di Essen Rummel vinse la DFB-Pokal 1958-1959, segnando due reti nella finale, vinta per 5 a 2 contro il Borussia Neunkirchen.
Nel 1963 Rummel passa al Preußen Münster, società con cui gioca nella Fußball-Bundesliga 1963-1964, la prima edizione del massimo campionato di calcio tedesco a girone unico. Con il sodalizio di Münster retrocede in cadetteria a causa del penultimo posto ottenuto.
La stagione seguente passa all'Eintracht Duisburg mentre quella dopo torna a giocare in massima serie tedesca con il Kaiserslautern. Con il sodalizio di Kaiserslautern, dopo il quindicesimo posto nella stagione 1965-1966, ottiene il quinto posto della Fußball-Bundesliga 1966-1967, a cinque punti di distanza dai campioni dell'Eintracht Braunschweig.
Nel 1967 passa agli statunitensi del Pittsburgh Phantoms, società militante nella NPSL. Con i Phantoms si piazzerà al sesto ed ultimo posto della Eastern Division.
La stagione seguente passa ai Kansas City Spurs, con cui prende parte alla prima stagione della NASL. Con gli Spurs raggiunge le semifinali del campionato, da cui vengono estromessi dai San Diego Toros.

### Allenatore
Terminata l'esperienza americana, Rummel ritorna in patria, ove inizia la carriera di allenatore. Dopo aver allenato alcuni club dilettantistici nel 1974 diviene allenatore del Bayer Lerverkusen che riuscì a riportare nella cadetteria tedesca dopo la retrocessione dell'anno precedente.
Successivamente allena il Rot-Weiß Oberhausen, di cui diverrà dirigente ed il Schwarz-Weiß Essen dal 1981 al 1983, divenendo amministratore delegato dal 2006 al 2011.

## Palmarès

### Competizioni nazionali
- Coppa di Germania: 1

SW Essen: 1958-1959